# 大場つぐみ
大場 つぐみ（おおば つぐみ）は、日本の漫画原作者。東京都出身。血液型はB型。
性別、生年月日などが不明の覆面作家である。

## 経歴
2003年、過去の活動実績が不明のまま、『DEATH NOTE』（作画：小畑健）の読切版が『週刊少年ジャンプ』に掲載されてデビュー。この読切を基にした連載版で同年連載デビューを果たす。『DEATH NOTE』は実写映画、アニメ、小説、ミュージカル、ドラマ、など多くのメディアミックスが展開され、海外でも大きく評価されるヒット作となる。
2006年に『DEATH NOTE』終了。2008年から再び小畑とのタッグで『バクマン。』を2012年まで連載、その後『ジャンプスクエア』に活動の場を移して『プラチナエンド』を2015年から2021年まで連載している。

## 名前の由来
“大場つぐみ”の由来はプロボクサーの大場政夫と、性別不明な雰囲気を出したかったことから「つぐみ」と付けたとのこと。
少年ジャンプ編集部にボツにされることの多い漫画家を指すとされる用語、「大バツ組」に通じる名前だとも言われる。

## 大場つぐみの正体
『DEATH NOTE』連載当時の集英社による公式発表や、雑誌の特集記事では、新人漫画家とされていた。漫画原作者になろうとしたきっかけは、「集英社にネーム持って行ったらほめられたから」とのことで、そのネームが小畑健の担当編集だった吉田幸司の目に止まり、2003年8月の『DEATH NOTE』読み切りに繋がったという。しかし、顔写真を初めとする詳細なプロフィールが公開されていないため、すでに実績のある作家が別名義を用いたのではないかと疑念を持つ者は少なからず居り、その正体については真偽不明のままに様々な臆測が持たれている。長らくタッグを組んでいる小畑は、大場と最初に会った時の印象について「カッコイイ大人だなと思いました」とインタビューに答えている。
2006年（平成18年）5月、ABCラジオ『誠のサイキック青年団』（集英社もスポンサーとして参加）内において、『DEATH NOTE』の映画化に関した作品紹介がされた際、出演者で作家の竹内義和は大場の正体に関して、「正体はかなりベテランの大物作家である」「『ジャンプ』編集部内においてもトップシークレットであり関係者でも真相を知る者は少ない、名前までは聞かなかった」と語っている。

### ガモウひろし説
公式発表がされていないため噂や臆測の域を脱するものではないが、同じく週刊少年ジャンプに『とっても!ラッキーマン』などのギャグ系作品を連載していた、漫画家のガモウひろしが大場の正体であるとの説が様々な場所で挙げられている。
この説が広まるきっかけになったのが、2005年1月に開催された第4回日本オタク大賞での岡田斗司夫の発言である。このイベントで岡田は「大場つぐみはガモウひろしなんだよ」と指摘し、その根拠について岡田は後の雑誌インタビューで自身が連載していた雑誌の編集者から聞き、それは複数の経路から裏を取ったものであることを説明している。鶴岡法斎も、ガモウひろしの代表作である『とっても!ラッキーマン』との作風の共通性を挙げ、この説を肯定している。
また、竹熊健太郎も自身のブログでこの件に触れ、複数のルートから同じ話を聞いているが、週刊少年ジャンプの公式見解で認めることはないようだとコメントを残している。こうした臆測に対し、当時の『週刊少年ジャンプ』副編集長の佐々木尚は「それについては何とも申し上げられません」と述べるにとどまり、肯定も否定もしていない。
漫画家からは木多康昭が2006年6月にトークライブで大場とガモウは同一人物だと明言、山田玲司が著書『見下すことからはじめよう 「中2」でなければ生き残れない』でガモウひろしが大場つぐみの旧名だとしている。
この他には
- 『DEATH NOTE』の第1話に、主人公の夜神月の通う塾として「蒲生（がもう）ゼミナール」が登場[10]。
- ガモウが過去にミステリー物『ぼくは少年探偵ダン♪♪』を描いていた[10]。
- 『DEATH NOTE』や『バクマン。』の単行本に掲載された大場のネームがガモウの絵のタッチに酷似[10]。
- 『バクマン。』に登場する漫画家、川口たろうの設定は、ガモウがモデルとみられる[10]。
- 『バクマン。』1巻表紙にラッキーマンらしきキャラクターが描かれた本が描かれている[10]。
- 『バクマン。』のファンブックの大場のメッセージで「ラッキー」を強調[11]。

などがガモウひろし説の根拠として挙げられている。また、『BAKUMAN』のスペルの下部を少し隠すと『RAKIIMAN』に見えることも何か関係があるのではないかと言われている。
大場とガモウの接点として2009年出版のガモウの絵本『でたぁーっ わんつーぱんつくん』に大場がコメントを寄せ、作中では『DEATH NOTE』を連想させるキャラクターや文章があり、リンゴ、ノート、腕時計の絵が描かれているところに「きらきら かがやく しんせかい きらワールド」との文がある。

## 製作手法
原作者としての連載漫画製作の際、設定ノートは作らず、その都度直接ネームを作っている。

## 人物
潔癖症であり、毎日もしくは最低でも3日に一度は掃除を欠かさない。仕事場をメルヘンチックな洋風に改装し、ジャン・ジャンセンと小畑のリトグラフを飾っている。2004年9月のアンケートで、好きなテレビドラマとして『牡丹と薔薇』を挙げ、また影響を受けた作品として『牡丹と薔薇』の他に『天国と地獄』『ロイ・ビーン』『ナイトメアー・ビフォア・クリスマス』と回答している。映画は邦画を好み、黒澤映画やコメディー作品などをよく見る。好きな小説家として星新一をあげる一方、「活字が全然駄目」で小説の類はほとんど読むことがないとも告白している。

## 作品
- DEATH NOTE（週刊少年ジャンプ、作画:小畑健）
  - 読切版（2003年36号）
  - 連載版（2004年1号 - 2006年24号、全12巻）
  - 特別編（2008年11号、ジャンプスクエア 2020年2月号）
- バクマン。（2008年 - 2012年連載、全20巻、週刊少年ジャンプ、作画:小畑健）
- スキップ!山田くん（2014年23号掲載・読切、週刊ヤングジャンプ、作画:ろびこ）[16]
- プラチナエンド（2015年 - 2021年、全14巻、ジャンプスクエア、作画:小畑健）[17]